# Antyonkogen
Antyonkogen, inaczej gen supresorowy – gen działający hamująco na procesy proliferacji komórkowej (geny bramkowe) bądź stabilizująco na procesy utrzymujące stabilność genetyczną komórki (geny opiekuńcze).
Czasem geny tej grupy są określane jako recesywne onkogeny, gdyż ich rola w procesie karcynogenezy ujawni się dopiero po inaktywacji obu alleli danego antyonkogenu.
Do genów supresorowych zalicza się P53, RB1, BRCA1, BRCA2, APC i wiele innych.
Dla komórki działanie genów supresorowych ma znaczenie przy przechodzeniu komórki przez poszczególne fazy cyklu komórkowego. Jest to proces wzajemnie powiązany funkcjami białek supresorowych i onkoprotein. Geny bramkowe są bezpośrednio zaangażowane w proces cyklu komórkowego. Ich produkty działają hamująco na odpowiednich etapach cyklu komórkowego. Geny opiekuńcze, odpowiadają za stabilność genetyczną komórki. Czyli są genami, których produkty prowadzą aktywność antymutagenną komórki. Inaczej mówiąc, mają za zadanie naprawiać wszystkie uszkodzenia i zmiany zachodzące na poziomie DNA.
Jedna z ważniejszych funkcji antyonkogenu polega na zapobieganiu rozwojowi choroby nowotworowej. Tego rodzaju antyonkogeny są nazywane supresorami nowotworowymi. Klasycznymi supresorami nowotworowymi są RB1 (białko retinoblastomy) oraz P53.